# Phoebe forrestii
Phoebe forrestii är en lagerväxtart som beskrevs av William Wright Smith. Phoebe forrestii ingår i släktet Phoebe och familjen lagerväxter. Inga underarter finns listade i Catalogue of Life.